# Maciej Gnitecki
Maciej Gnitecki (ur. 13 czerwca 1980) – polski judoka.
Były zawodnik klubów: KS ASZ AWFiS Gdańsk (1995-2003), UKS Budokan Gdańsk (2004-2005), SGKS Wybrzeże Gdańsk (2011-2015). Brązowy medalista mistrzostw Polski seniorów 2002 w kategorii do 81 kg. Ponadto m.in. młodzieżowy mistrz Polski 2001 w tej kategorii. Uczestnik mistrzostw Europy juniorów 1999.